# Leistungsverwaltung
Leistungsverwaltung bezeichnet eine Art der öffentlichen Verwaltung, die den Bürgern und anderen Rechtspersonen Leistungen darbietet. Diese können vermögensrechtlicher und nichtvermögensrechtlicher Natur sein.

## Anwendungsbereich
Vermögensrechtliche Leistungen sind Geld- und Sachleistungen, was in der öffentlichen Wahrnehmung meist im Vordergrund steht (Beispiele: Sozialhilfe, Arbeitslosengeld). Zu den nichtvermögensrechtlichen Leistungen gehören aber auch viele öffentliche Maßnahmen der Daseinsvorsorge, die meist nicht als unmittelbare Leistungen der staatlichen, kommunalen oder sonstigen öffentlichen Verwaltung wahrgenommen werden, zum Beispiel der Betrieb von Schulen, Bibliotheken und Museen oder der Bau und die Unterhaltung von Infrastruktur wie Straßen, Plätze und öffentliche Bauten, öffentliche Verkehrsmittel oder die öffentliche Wasserversorgung.
Die aktuelle rechtspolitische Tendenz ist die der Übertragung von Leistungsaufgaben an Private. Im Bereich der Daseinsvorsorge stellt sich damit für den Staat zumindest die Aufgabe der Gewährleistungsverwaltung. 
Der Begriff Leistungsverwaltung wird in der Regel nicht zur Charakterisierung einer konkreten Handlung benutzt, sondern dazu, allgemein den „leistenden“ Aspekt des Verwaltungshandelns zu bezeichnen oder zu betonen. Der Gegenbegriff dazu ist die Eingriffsverwaltung. 
Der Grundsatz des Vorbehalts des Gesetzes hat für die Leistungsverwaltung nur eingeschränkte Geltung beziehungsweise ist insbesondere bei Subventionsvergabe sehr umstritten.

## Rechtliche Gestaltungsmöglichkeiten
Leistungsverwaltung kann einstufig öffentlich-rechtlich, beispielsweise mittels Verwaltungsakt oder mittels öffentlich-rechtlichen Vertrages geregelt werden. Leistungsverwaltung kann andererseits aber auch einstufig privatrechtlich vereinbart werden, üblicherweise bei der Vergabe von Darlehen oder beim Haftungsbeitritt in Form von Bürgschaften. Letztlich kann sie gemischtvertraglich und zweistufig zum Zuge kommen, indem die öffentlich-rechtlich Entscheidung über das „ob“ durch Verwaltungsakt entschieden wird und die Abwicklung der Leistungsgewährung, also das „wie“, durch privatrechtliche Vertragsgestaltung. In diesem Zusammenhang findet die sogenannte Zweistufentheorie Anwendung. 
Als Anspruchsgrundlagen kommen (unter Beachtung der Beachtung der Grundrechte) spezialgesetzliche Normen in Betracht, ebenso können Verwaltungsvorschriften oder der Haushaltsplan einschlägig sein; durch den auch öffentlich-rechtlichen Einschlag steht die Leistungsverwaltung dabei im Lichte des  Gleichheitssatzes (Art. 3 Absatz 1 GG), soweit nicht ausnahmsweise die Deckung über das Sozialstaatsprinzip (Art. 20 Absatz 1 GG) erforderlich ist.
Die prozessuale Durchsetzung von Ansprüchen erfolgt je nach gewählter Form unterschiedlich. Einstufig öffentlich-rechtliche Gestaltungsformen sind vor dem Verwaltungsgericht zu verhandeln, einstufig privatrechtliche finden sich im Instanzenzug der Zivilgerichtsbarkeit wieder. Verbundene Verfahren spalten sich je nach Streitgegenstand auf.